# Ojo a Mejor Actriz de Largometraje Mexicano
El Premio Ojo a Mejor Actriz es un premio otorgado a las actrices en largometraje mexicano del Festival Internacional de Cine de Morelia. La ganadora del premio es elegida por el jurado del festival en las películas de la selección oficial. 
El premio en un principio era llevaba sólo el nombre de Premio a la Mejor Actriz, desde 2016 lleva el nombre de Ojo. Consiste en un trofeo diseñado por el artista michoacano Javier Marín, echó especialmente para el festival.

## Ganadoras
Las siguientes actrices recibieron el premio Ojo a la Mejor Actriz.
| 2013-2015 Mejor Actriz |                        |                                               |  |  |
| 2013                   | Adriana Paz            | Las horas muertas                             |  |  |
| 2014                   | Verónica Langer        | Hilda                                         |  |  |
| 2015                   | Jana Raluy             | Un monstruo de mil cabezas                    |  |  |
| Ojo a Mejor Actriz     |                        |                                               |  |  |
| 2016                   | Adriana Barraza        | Todo lo demás                                 |  |  |
| 2017                   | Sonia Franco           | Ayer maravilla fui                            |  |  |
| 2018                   | Naian González Norvind | Leona                                         |  |  |
| 2019                   | Mariana Treviño        | Polvo                                         |  |  |
| 2020                   | Mercedes Hernández     | Sin señas particulares                        |  |  |
| 2021                   | Karla Coronado         | 50 (o dos ballenas se encuentran en la playa) |  |  |
| 2024                   | Diana Laura DI         | Violentas Mariposas                           |  |  |